# Monastère de Sainte-Enimie
Le monastère de Sainte-Enimie était un monastère fondé dès le VIe siècle au-dessus du village de Sainte-Enimie, aujourd'hui dans le département français de la Lozère. Il a été actif jusqu'à la Révolution française, puis a subi de nombreuses destructions. Il n'en reste aujourd'hui que l'ancien réfectoire et la chapelle romane Sainte-Madeleine.
Le prieur de Sainte-Enimie avait une certaine importance puisque le titre donnait un droit d'entrée aux États particuliers du Gévaudan.

## Histoire

### Origine
Le premier monastère attesté à Burlatis avait été établi par l'évêque du Gévaudan, saint Ilère, au VIe siècle. Mais assez rapidement le monastère tombe en désuétude. Les documents sur la vie de sainte Énimie, qui aurait vécu au VIIe siècle, ne donnent pas de détails sur la présence des moines. Toujours est-il qu'au Xe siècle le monastère ne semble plus être habité.

### La restauration
En 951, l'évêque de Mende, Étienne, décide de « rétablir dans son ancienne splendeur le monastère en l'honneur de la Mère de Dieu, où reposent les restes de la Bienheureuse Énimie ». Si la vie de sainte Énimie qui nous est parvenue, et qui a été écrite par le troubadour Bertran de Marseille, date du XIIe siècle, il semble donc acquis que le monastère détenait déjà les reliques de la princesse mérovingienne.
Le monastère restauré est confié au seigneur Dalmace du couvent de Saint-Théofred dans le Velay, et est placé sous l'ordre de Saint-Benoît. Si Dalmace accepte la charge du monastère, il refuse d'être dépendant d'un seigneur local. Il exige donc la donation totale et héréditaire du monastère. L'évêque accepte finalement le marché, avec en retour des contraintes d'ordre spirituel (imposition de certaines prières). Tous les protagonistes de cet échange devant se rendre à Rome, l'acte est signé le 5 mai 951, devant le tombeau de saint Pierre, par l'évêque de Mende, Étienne, celui du Puy, Godescalc, le pape Agapet II et de nombreux clercs. 
La terre qui appartient dès lors aux moines, devient une sauveté, autrement dit une terre exempte de seigneur. C'est cette particularité qui a donné son nom au causse de Sauveterre, l'un des grands Causses du massif central.

### Prospérité
Rapidement, les moines de Saint Chaffre donnent au monastère un certain lustre. Les pèlerinages ne cessent de se multiplier vers les reliques d'Énimie.
Au XVe siècle, le monastère est peut-être élevé en abbaye. Le « premier abbé commendataire » est François Alamand, qui fut vicaire général du diocèse de Mende du temps de l'évêque Julien de la Rovère. C'est d'ailleurs lui qui avait été élu évêque vers 1478, mais avait résigné au profit du neveu de Sixte IV. Son oncle, également prénommé François, avait également été prieur de Sainte-Enimie de 1425 à 1458, et avait obtenu de Charles VII des « lettres de sauvegarde » assurant la protection royale. C'est de lui qu'il a pris la succession, à son décès, en 1459. Il est alors protonotaire apostolique. Le monastère est alors composé de 12 moines.
En 1491, François Alamand obtient d’Innocent VIII le droit d’annuler les aliénations des biens de son monastère. Il est remplacé cette année-là par Antoine Raymond comme prieur, mais le remplace fréquemment lorsque ce dernier s'absente.
En 1597, le prieur obtient de l'abbaye mère de Saint-Chaffre que le monastère soit chauffé de novembre à avril.

### Depuis la Révolution française

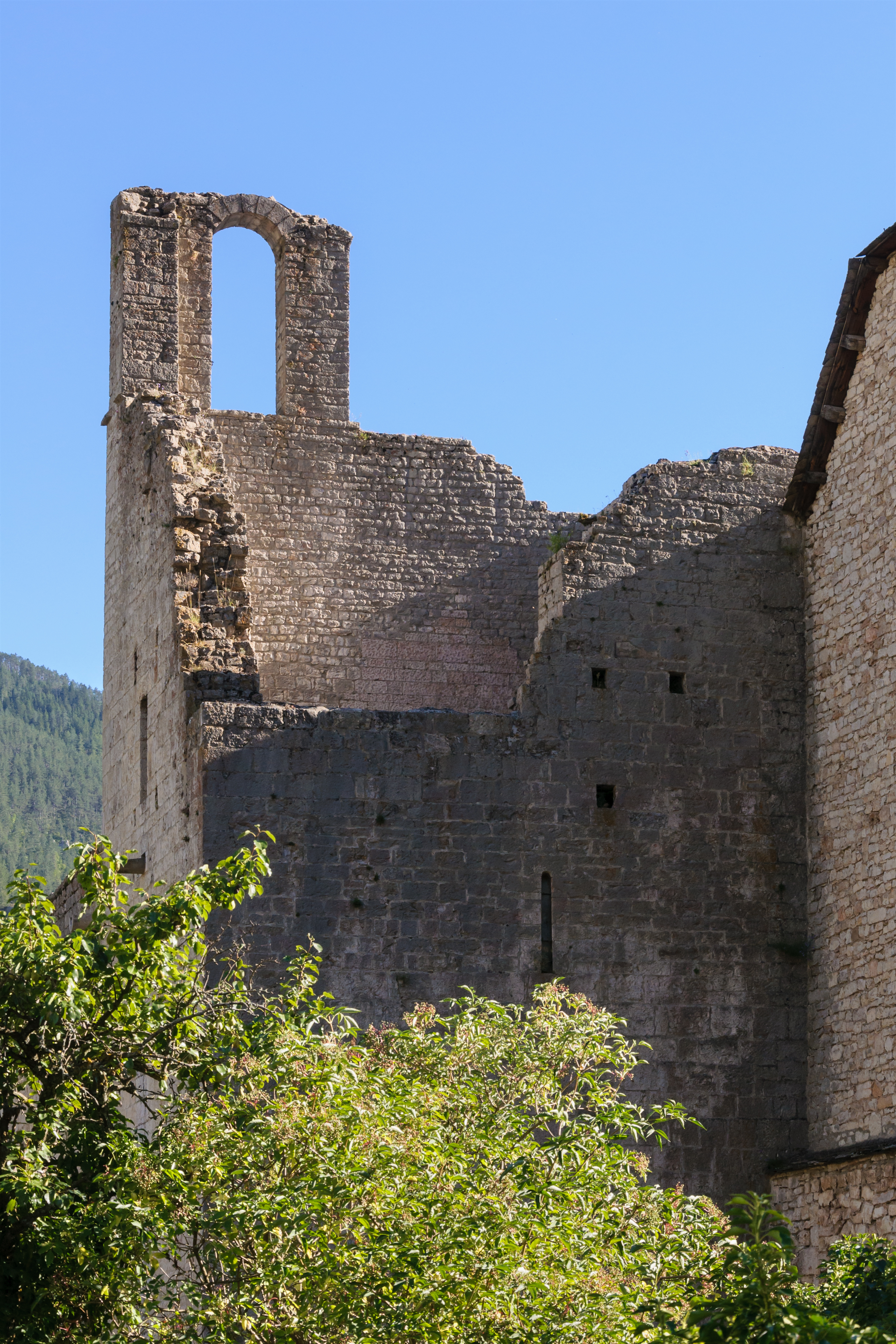
Ruines du monastère de Sainte-Enimie.

En 1788, un Bref papal sécularise les Bénédictins de l'ancienne observance de Cluny. Ceci est appliqué au monastère de Sainte-Enimie par l'évêque Jean-Arnaud de Castellane le 30 juillet 1790. Il supprime ainsi la vie monastique. La Révolution française a donc vidé le monastère de ses moines. Il est alors vendu comme bien national, et est ensuite peu à peu démembré et incendié. Aujourd'hui la bourgade de Sainte-Enimie en a gardé deux éléments : la chapelle Sainte-Madeleine et l'ancien réfectoire. Ce dernier sert parfois de lieu d'expositions.  L'ancienne abbaye est classée au titre des monuments historiques en 1932.

## Liste des prieurs
prieur
- 1074 - 1086 : Guillaume
- 1086 - ???? : Pierre
- 1165 - 1175 : Arnal
- 1244 - ???? : Pierre de Montjézieu
- vers 1262 : Bertrand de Pierre
- 1280 - 1294 : Pierre Eraclée
- vers 1301 : Astorge de Châteauneuf (Randon)
- 1308 - 1318 : Gui de Châteanuneuf (Randon)
- 1319 - 1326 : Bertrand Eraclée
- vers 1343 : Etienne Hugonet
- 1381 - 1399 : Gui de Lestrange
- ???? - ???? : Gérald Alamand
- ???? - ???? : Pierre Alamand
- 1425 - 1458 : François Ier Alamand

abbé commendataire
- 1458 - 1491 : François II Alamand
- 1491 - 1505 : Antoine Raymond
- 1505 - ???? : Gaspard (ou Jean ?) de Tournon
- 1514 - ???? : François de Tournon
- 1523 - ???? : Mafred de Comminges
- 1529 - 1532 : ???
- 1532 - 1534 : vacance
- 1535 - 1536 : Réginal de Marigny (évêque de Vabres
- 1536 - 1538 : Michel de Pontaut
- 1538 - 1570 : Bertrand de Pontaut
- 1570 - 1578 : Sébastien de Pontaut
- 1578 - 1591 : Antoine Fages
- 1591 - 1599 : François Teissier
- 1599 - 1602 : Vidal Vally
- 1602 - 1607 : Claude de Pontaut et Vidal Pitot
- 1607 - 1631 : Adam de Rousseau
- 1631 - 1642 : Jean-Jacques Lefebvre
- 1643 - 1653 : François de Ranchin
- 1653 - ???? : Jean de Fumel
- 1656 - 1658 : Silvestre de Crusy de Marcillac (évêque de Mende)
- 1658 - 1668 : Alexandre Guérin de Châteauneuf
- 1669 - 1721 : Adam Guérin de Châteauneuf (abbé du Tournel)
- 1721 : Alexandre Guérin de Châteauneuf du Tournel
- 1722 : Dom Jacques Picard
- 1726 - 1732 : Dom Pierre-François de Bellegarde d'Antremont
- 1733 - 1734 : Jean-François de Bernage
- 1735 - 1752 : Jean-Antoine de Saurin
- 1752 - 1765 : Louis-Raymond de Saurin-Murat
- 1765 - 1769 : Dom Antoine Brunel d'Arcenesches, Dom Pierre Malroux et Jean Bridat de la Barrière
- 1769 - 1786 : Jean Malroux
- 1786 - 1790 : Pierre-Antoine Malroux